# Palpomyia lundstroemi
Palpomyia lundstroemi är en tvåvingeart som beskrevs av Remm 1981. Palpomyia lundstroemi ingår i släktet Palpomyia och familjen svidknott. Inga underarter finns listade i Catalogue of Life.